# 上岡元
上岡 元（かみおか げん、1972年〈昭和47年〉8月23日 - ）は、岡山放送 (OHK) の社員。元アナウンサー。
茨城県筑波郡伊奈町（現・つくばみらい市）出身。中央学院大学卒業後、1995年に岡山放送に入社。同期に同局アナウンサーの堀靖英と元同局アナウンサーの竹下美保がいる。2021年2月1日付で技術統括部長として報道技術局報道専任映像技術担当に就任、3月にアナウンサー職を離れた。

## 担当番組
- 恋するニョキニョキテレビ（1997年4月21日 - ）
- OHKサンデースピーク
- OHKサンデーフラッシュFNN
- OHKスーパーニュース - メインキャスター休暇時の代理出演、「あっぱれ！週イチ」ナレーター
- めざましテレビ - 中継担当
- めざましテレビ公認 わがまま!気まま!旅気分 - ナビゲーター
- あいらぶカフェ - 司会（2001年4月 - 2006年4月1日）
- スーパーニュースSPA - メインキャスター（2008年4月 - 2009年9月）
- ニュースチャージ - メインキャスター（2009年10月 - 2009年12月）
- OHKスポーツスピリッツ - 司会（ - 2009年12月）
- 温たいむ - メインキャスター（2010年1月 - ）
- エブリのうち - MC、リポーター
- エブリのまち - MC、リポーター（2013年1月 - 2014年11月）
- ミルンへカモン! なんしょん? - 「OH!マイ瀬戸内」担当、土曜MC
- おかやまももてなし調査団！[3]
- サン讃かがわPLUS[3]
- スポーツ中継 - 実況担当[3]